# Yurick Seinpaal
Yurick Seinpaal (Kralendijk, Bonaire; 12 de noviembre de 1995) es un futbolista de Bonaire que juega en la posición de delantero y que actualmente milita en el SV Atlétiko Flamingo de la Liga de Bonaire.

## Carrera

### Club
| Periodo   | Club                 |
| --------- | -------------------- |
| 2013–2014 | SV Uruguay           |
| 2014–2019 | Real Rincon          |
| 2019–     | SV Atlétiko Flamingo |

### Selección nacional
Debutó con Bonaire el 14 de noviembre de 2013 ante Surinam en el Torneo ABCS, siendo éste el primer partido de Bonaire como miembro de la Concacaf y de la Unión de Fútbol del Caribe.
El 1 de junio de 2014 Seinpaal anota su primer gol con Bonaire en la victoria por 2–1 ante Islas Vírgenes Estadounidenses.
Actualmente es el jugador con más apariciones y más goles con la selección nacional.

## Logros
- Fuente(s):[11]

### Club
Real Rincon
- Bonaire League (2): 2016/17,[12] 2017/18
- Kopa MCB (1): 2015[13][14]
- Concacaf Caribbean Shield
  - : 2018[15]
- Kopa ABC (1): 2018[16]